# BES (tampon)
Pour les articles homonymes, voir BES.
Le BES, ou  acide N,N-Bis(2-hydroxyéthyl)-2-aminoéthanesulfonique, est un composé chimique faisant partie des tampons de Good. Avec un pKa de 7,17 à 20 °C, il convient pour des applications en biochimie. 